# تصویرسازی گرافیکی

تصویرسازی پرسپکتیو از مثلث ABC روی صفحهٔ Π از نقطهٔ S.

تصویرسازی گرافیکی به مجموعهٔ روش‌هایی گفته می‌شود که برای رسم اجسام سه‌بعدی در فضای دوبعدی (روی صفحه) به کار می‌روند. برای نمونه تصویر ارتوگرافیک، تصویر مایل، تصویر پرسپکتیو و تصویر آگزنومتریک از بر اساس روش‌های تعریف‌شدهٔ تصویرسازی حاصل می‌شوند.
طبقه‌بندی روش‌های مختلف تصویرسازی بر اساس دید ناظر نسبت به جسم و چگونگی قرارگرفتن صفحهٔ تصویر (که بین ناظر و جسم قرار می‌گیرد) انجام می‌شود. در تصویرسازی‌های ارتوگرافیک، مایل و آگزنومتریک که از دسته تصاویر موازی هستند، فرض بر این است که ناظر در فاصلهٔ بی‌نهایت از جسم قرار دارد که این گفته معادل است با موازی‌بودن خطوط دید ناظر و عمود بودنشان بر صفحهٔ تصویر. نتیجهٔ این فرض این است که کلیهٔ خطوطی که در جسم با هم موازی هستند، در تصویر نیز با هم موازی خواهند ماند که البته این موضوع خلاف دید طبیعی انسان است، اما در عوض نسبت اندازه‌های روی تصویر ثابت باقی می‌مانند و برای اندازه‌گیری مناسب هستند.
در مقابل تصاویر موازی، تصاویر پرسپکتیو قرار دارند که ناظر در آن‌ها در فاصله‌ای معین فرض می‌شود و به گونه‌ای رسم می‌شوند که با دید واقعی انسان از اشیاء همخوانی بیشتری دارند. خطوط دید ناظر در این تصاویر در یک نقطه متمرکز می‌شود و در نتیجه اجسام دوردست‌تر کوچک‌تر به نظر می‌رسند.

## نگارخانه

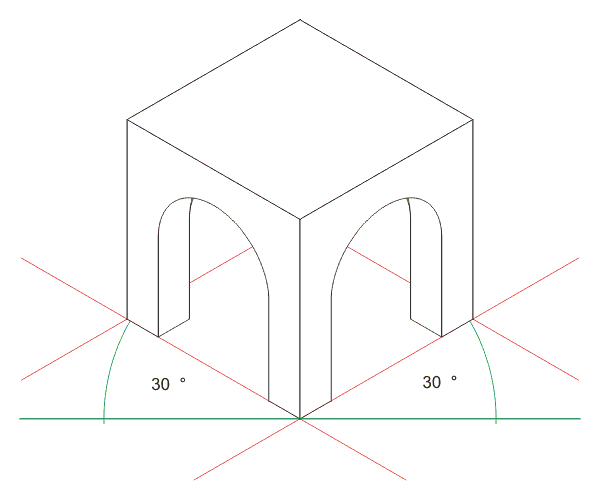
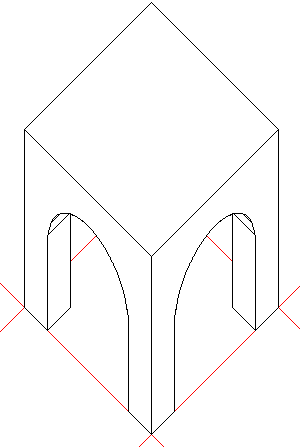
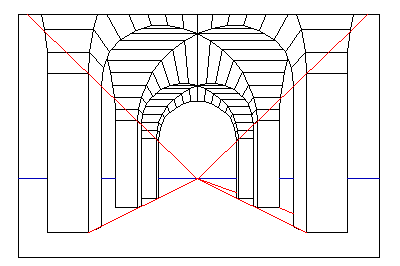